# 오케이 광자매
《오케이 광자매》는 2021년 3월 13일부터 9월 18일까지 방송된 KBS 2TV 주말 드라마이다.

## 기획 의도
부모의 이혼소송 중 벌어진 엄마의 피살 사건에 가족 모두가 살인 용의자로 지목되는 시점에서 시작되는 미스터리 스릴러 멜로 코믹 홈드라마

## 방송 시간
| 방송 채널 | 방송 기간                                                                    | 방송 시간                        | 방송 분량                                       |
| --------- | ---------------------------------------------------------------------------- | -------------------------------- | ----------------------------------------------- |
| KBS 2TV   | 2021년 3월 13일~2021년 6월 27일[1회~30회(본)]                                | 매주 주말 저녁 7:55~밤 9:15      | 1시간 20분 (1회당 1부, 2부 각각 40분 분할 방송) |
| KBS 2TV   | 2021년 3월 14일~2021년 6월 27일(토요일 방영분 재)                            | 매주 일요일 오후 3:40~5:00       | 1시간 20분 (1회당 1부, 2부 각각 40분 분할 방송) |
| KBS 2TV   | 2021년 4월 18일[스페셜 1회]: 재 결방                                         | 매주 일요일 오후 3:40~5:00       | 1시간 20분 (1회당 1부, 2부 각각 40분 분할 방송) |
| KBS 2TV   | 2021년 3월 20일~2021년 3월 27일(일요일 방영분 재)                            | 매주 토요일 오후 4:45~저녁 6:05  | 1시간 20분 (1회당 1부, 2부 각각 40분 분할 방송) |
| KBS 2TV   | 2021년 5월 22일~2021년 7월 3일(일요일 방영분 재)                             | 매주 토요일 오후 4:45~저녁 6:05  | 1시간 20분 (1회당 1부, 2부 각각 40분 분할 방송) |
| KBS 2TV   | 2021년 4월 3일~2021년 4월 17일(일요일 방영분 재)                             | 매주 토요일 오전 9:00~10:20      | 1시간 20분 (1회당 1부, 2부 각각 40분 분할 방송) |
| KBS 2TV   | 2021년 4월 24일[스페셜 2회, (재)]                                            | 매주 토요일 오전 9:00~10:20      | 1시간 20분 (1회당 1부, 2부 각각 40분 분할 방송) |
| KBS 2TV   | 2021년 5월 1일~2021년 5월 15일(일요일 방영분 재)                             | 매주 토요일 오전 8:00~9:20       | 1시간 20분 (1회당 1부, 2부 각각 40분 분할 방송) |
| KBS 2TV   | 2021년 3월 19일~2021년 7월 2일[1회~30회(UHD 재, 화면해설방송)]               | 매주 금요일 오전 11:00~오후 1:40 | 2시간 40분 (1시간 20분+1시간 20분)              |
| KBS 2TV   | 2021년 4월 23일[스페셜 1회·2회(재,화면해설방송)]                             | 매주 금요일 오전 11:00~오후 1:40 | 2시간 40분 (1시간 20분+1시간 20분)              |
| KBS 2TV   | 2021년 7월 3일~2021년 9월 18일[31회~50회(본)]                                | 매주 주말 저녁 7:55~밤 9:15      | 1시간 20분                                      |
| KBS 2TV   | 2021년 7월 25일 [37회, (본)]                                                 | 일요일 밤 10:00~11:20            | 1시간 20분                                      |
| KBS 2TV   | 2021년 7월 4일~2021년 9월 19일(토요일 방영분 재)                             | 매주 일요일 오후 3:35~5:00       | 1시간 25분                                      |
| KBS 2TV   | 2021년 7월 25일: 재 결방                                                     | 매주 일요일 오후 3:35~5:00       | 1시간 25분                                      |
| KBS 2TV   | 2021년 8월 1일: 재 결방                                                      | 매주 일요일 오후 3:35~5:00       | 1시간 25분                                      |
| KBS 2TV   | 2021년 8월 8일[38회, 재 결방]                                                | 매주 일요일 오후 3:35~5:00       | 1시간 25분                                      |
| KBS 2TV   | 2021년 7월 10일~2021년 9월 18일(일요일 방영분 재)                            | 매주 토요일 오후 4:40~저녁 6:05  | 1시간 25분                                      |
| KBS 2TV   | 2021년 7월 24일[36회]: 재 결방                                               | 매주 토요일 오후 4:40~저녁 6:05  | 1시간 25분                                      |
| KBS 2TV   | 2021년 8월 7일: 재 결방                                                      | 매주 토요일 오후 4:40~저녁 6:05  | 1시간 25분                                      |
| KBS 2TV   | 2021년 7월 9일~2021년 9월 17일[31회~36회, 38회~49회, (UHD 재,(화면해설방송)] | 매주 금요일 오전 11:00~오후 1:50 | 2시간 50분 (1시간 25분+1시간 25분)              |
| KBS 2TV   | 2021년 7월 30일: 재 결방                                                     | 매주 금요일 오전 11:00~오후 1:50 | 2시간 50분 (1시간 25분+1시간 25분)              |
| KBS 2TV   | 2021년 8월 6일: 재 결방                                                      | 매주 금요일 오전 11:00~오후 1:50 | 2시간 50분 (1시간 25분+1시간 25분)              |

### (재) 시간 편성 변경
| 방송 채널 | 방송 기간                                    | 방송 시간                 | 방송 분량                                         |
| --------- | -------------------------------------------- | ------------------------- | ------------------------------------------------- |
| KBS 2TV   | 2021년 6월 5일[22회(재)]                     | 토요일 오후 4:35~5:55     | 1시간 20분 (1회당 1부, 2부 각각 40분 분할 재방송) |
| KBS 2TV   | 2021년 6월 13일[25회(재)]                    | 일요일 오후 1:10~2:30     | 1시간 20분 (1회당 1부, 2부 각각 40분 분할 재방송) |
| KBS 2TV   | 2021년 7월 31일[37회](UHD 재, 화면해설방송)] | 토요일 오전 7:40~9:00     | 1시간 20분                                        |
| KBS 2TV   | 2021년 9월 24일[50회(UHD 재, 화면해설방송)]  | 금요일 낮 12:15~오후 1:40 | 1시간 25분                                        |

## 등장인물
- (†) 표시는 드라마 상에서 최종적으로 사망한 인물이다.

### 주요 인물
- 윤주상: 이철수(65세, 아역: 유성열) 역 - 이광남과 이광식과 이광태의 계부, 충청도 종갓집 종손, 원룸 '별빛찬란' 지하창고 거주
- 홍은희: 이광남/홍광남(43세) 역 - 철수의 첫째 딸이자 홍반장의 친딸, 광식, 광태의 큰동복(이부)언니, 결혼 15년차 딩크족 → 발레 전공, 예송 고시원 101호 → 원룸 '별빛찬란' 201호 거주 → 변호의 아내, 복뎅 & 오뎅의 엄마
- 전혜빈: 이광식/전광식(34세) 역 - 철수의 둘째 딸이자 전식중의 친딸, 광남의 동복(이부)여동생이자 광태의 작은동복(이부)언니, 동산구청 7급 공무원 → 광문시장 '달빛 한 숟갈' 식당 사장, 원룸 '별빛찬란' 401호 거주 → 빌라 지하방 거주. 돌세의 며느리. 예슬의 아내. 한왕중의 엄마
- 고원희: 이광태/나광태(29세) 역 - 철수의 셋째(막내)딸이자 나치범의 친딸, 광남과 광식의 동복(이부)여동생, 아르바이트생. 태권도·유도·복싱 선수. 도합 11단. 원룸 '별빛찬란' 401호 거주. 허풍진의 제수. 허기진의 아내. 허왕특의 엄마
- 김경남: 한예슬(32세) 역 - 한돌세의 둘째 아들, 가수 지망생 → 택배기사 → 광식의 남편, 옥탑방 → 원룸 '별빛찬란' 301호 → 옥탑방 거주 → 빌라 지하방 거주. 한왕중의 아빠
- 이보희: 오봉자(57세, 아역: 한재아) 역 - 광자매의 큰이모, 광문시장 '햇빛반짝 수산' 운영, 원룸 '별빛찬란' 건물주. 오탱자의 언니. 죽은 오맹자의 동생.
- 이병준: 한돌세(59세) 역 - 한배슬과 한예슬의 아버지, 이철수 집안 머슴의 아들, 오봉자의 연인이자 사돈, 전과자. 이광식의 시아버지, 배곡동 → 원룸 '별빛찬란' 지하창고 거주

### 철수 가족 주변 인물
- 최대철: 배변호(45세) 역 - 지풍년의 외동아들, 이광남/홍광남의 남편, 법무법인 '문&리' 변호사, 복뎅 & 오뎅의 아빠
- 하재숙: 신마리아(46세) 역(†) - 배변호의 단골식당인 '옹샘 곤드레밥집' 전 주인, 배변호의 두 번째 아내이자 복뎅이의 어머니, 심장마비로 사망. 하지만, 이광남/홍광남의 자녀 태몽에 복숭아가 가득한 바구니에 나와서 다시 출연(1회~27회, 49회)
- 안로이: 배공정/복뎅이 역 - 죽은 신마리아 & 배변호의 친아들이자 이광남/홍광남의 의붓아들
- 설정환: 허기진(29세) 역 - 허풍진의 동생, 나치범의 사위. 예송 고시원 101호 거주 → 일미리 금계찜닭 배달원 → 건물주 이광태/나광태의 남편 허왕특의 아빠
- 김혜선: 오탱자(55세) 역 - 광자매의 작은이모, 전과자 → 찜닭가게 직원 변공채의 아내
- 홍제이: 오뚜기/변뚜기(7세) 역 - 오탱자와 변공채의 친딸, 죽은 오맹자 & 오봉자 & 변사채의 조카, 이광남/홍광남 & 이광식/전광식 & 이광태/나광태의 사촌동생
- 손우현: 나편승(29세) 역 - 이광태/나광태의 초등학교 동창, 이광식/전광식의 전 남편(1회~17회, 23회)

### 그 외 인물
- 주석태: 허풍진(38세) 역 - 기진의 형, 사채업자, 찜닭가게 운영. '오케이 재단'의 이사장.
- 이상숙: 지풍년(65세) 역 - 변호의 어머니
- 고건한: 변사채(29세) 역 - 풍진의 직원, 기진의 절친, 공채의 형, 뚜기의 큰아빠, 뚜기의 유치원 선생님에게 첫눈에 반함.
- 김민호: 변공채(27세) 역 - 부산 출신, 풍진의 직원, 사채의 동생, 찜닭가게 주방 담당, 뚜기의 친아빠 탱자의 남편
- 이명호: 서성대(45세) 역 - 오맹자 살인사건 담당 형사
- 송영재: 시부 역 - 편승의 아버지, 택시기사(1회~17회)
- 김나윤: 시모 역 - 편승의 어머니, 식당 직원(1회~17회)
- 서윤아: 나편해(30세) 역 - 편승의 누나, 쇼핑몰 운영(1회~17회)
- 천이슬: 이태리 역 - 예슬의 아는 동생, 한방이와 두방이의 엄마
- 황금희: 고우정 역 - 오맹자 상간남의 아내, 식당 직원, 천길과 계략을 꾸민 여자(2회~12회, 23회~25회)
- 반상윤: 김 형사 역 - 오맹자 살인사건 담당 형사(2회~13회, 22회, 25회)
- 박선우: 탁 선생 역 - 예슬의 트로트 선생(1회~2회)
- 금호석: 양대창 역 - 예슬의 아는 동생 → 예슬의 매니저
- 정영금: 지하철 아줌마 역(1회)
- 강민지: 편승 불륜녀 역 - 나이트클럽 종업원(2회)
- 김가란: 광식 동료 역 - 공무원(3회, 7회)
- 최민주: 광식 동료 역 - 공무원(3회)
- 이지완: 송아름 역 - 고등학생, 오맹자 살인사건 목격자(4회~9회)
- 유형관: 배슬의 아파트 경비원 역(4회, 18회)
- 송영주: 뚱녀 역 - 예송 고시원 거주자(4회, 6회, 16회)
- 옥주리: 철수가 일하는 펜션 주인 역(4회)
- 임진웅: 예송 고시원 총무 역(6회~9회, 16회)
- 미소윤: 기진의 남자친구 대행 알바 고객 역(6회~7회)
- 오지영: 아름 모 역 - '햇빛반짝 수산' 단골(6회~7회, 9회)
- 이정길: 오방기/변방기(29세) 역 - 탱자의 아들, 급랭 삼겹살집 직원, 떡볶이 노점상 운영(7회~12회, 19회, 22회)
- 정동규: 단골 손님 역 - '햇빛반짝 수산' 단골(8회, 11회, 17회, 21회)
- 김지훈: 이민재(8세) 역 - 변호와 광남의 집에 찾아온 아이(8회)
- 김오복: 의사 역 - 탱자의 치질을 진단한 의사(9회)
- 강주예: 간호사 역 - 탱자의 치질을 진단한 간호사(9회)
- 이상민: 미스 박 역 - 예슬이 돌세에게 소개한 여자(10회, 15회, 23회, 40회)
- 왕태언: 검사 역 - 돌세가 찾아간 검사(11회)
- 박정언: 사무관 역 - 한빈 법률사무소 사무관(11회)
- 이혜라: 나갈희 역 - 변호사(11회, 23회)
- 한동균: 배슬 장인 역(11회)
- 유승신: 배슬 장모 역(11회)
- 차광수: 구백원 역 - 돌세의 친구, 희망슈퍼 주인 → 찜닭가게 주방보조(11회, 15회~38회)
- 임지현: 광식 친구 역 - 광식이 돈을 빌리러 찾아간 친구(11회)
- 김서정: 광식 친구 역 - 광식이 돈을 빌리러 찾아간 친구(11회)
- 김낙균: 돌세 구치소 동기 역 - 장기밀매업자(11회)
- 윤복성: 김상헌 역 - 법무법인 '문&리' 대표(12회)
- 최남욱: 동산은행 직원 역 - 봉자가 대출을 받으려 찾아간 은행 직원(12회)
- 양주호: 402호 역 - 원룸 '별빛찬란' 402호 거주, 광태와 족발을 먹는 남자(13회, 15회, 17회, 19회, 23회)
- 한소현: 설대(26세) 역 - 기진 맞선녀, 서울대 출신 피아니스트(14회, 17회, 19회)
- 차상미: 풍년의 이웃 주민 역(14회)
- 정미혜: 찜질방 손님 역 - 광식에게 말을 거는 여자(15회)
- 윤우리: 피자 알볼로 손님 역(15회)
- 박미나: 피자 알볼로 손님 역(15회)
- 한지완: 민들레 역 - 풍진의 전 연인, 의사(16회, 27회, 29회~50회)
- 김빈: 지니 발레학원 원장 역 - 광남이 지원한 발레학원 원장(16회)
- 최재환: 최고봉 역 - 기진이 광태에게 소개해준 친구(16회~17회, 21회)
- 시민지: 203호 역 - 원룸 '별빛찬란' 203호 거주, 9급 공무원(17회)
- 김효송: 204호 역 - 원룸 '별빛찬란' 204호 거주, 취업 준비생(17회)
- 홍예지: 305호 역 - 원룸 '별빛찬란' 305호 거주, 드라마 작가 지망생(17회)
- 오별하: 뚜기의 유치원 친구 역(17회, 50회)
- 김서헌: 뚜기의 유치원 친구 역(17회, 50회)
- 김유하: 뚜기의 유치원 친구 역(17회, 50회)
- 강학수: 진상 손님 역 - 광태가 일하는 편의점 손님(17회)
- 김도형: 오광 F&B 직원 역 - 광남이 이력서를 내러 간 회사 직원(17회)
- 서도진: 황천길 역 - 광남의 골프모임 동생, ㈜HC부동산투자개발 대표, 사기꾼, 황망태의 첫째 아들, 만길의 형(17회~25회)
- 전은미: 식당 직원 역 - 광남이 일하는 식당 직원(18회)
- 임재근: 변호의 후배 역 - 변호사(19회, 21회)
- 장덕팔: 황만길 역 - 황망태의 둘째 아들, 천길의 동생
- 김결: 철수가 일하던 집 주인 역 - 가 종이를 건넨 사람, 낡은집 주인 보스(26회~30회)
- 정헌: 진정한 역 - 광식의 식당에 찾아와 밀키트 삼계탕을 사가는 사람, 광식에게 첫눈에 반해 고백하는 식품회사 팀장(28회~34회)
- 김진서: 이진서 역 - 라디오 PD
- 김정균: 옥상남 역 - 예슬의 이웃(1회~2회, 23회)
- 정승호: 나치범 역 - 오맹자의 내연남으로, 광태의 생부이자 기진의 장인. 김사장이라는 이름으로 광태에게 접근한다.(35회~49회)
- 이미영: 김영희 역 - 원룸 '별빛찬란' 401호 거주, 체육교사 출신, 광남&광식&광태의 새어머니. 철수의 아내.(38회~50회)
- 최영인: 풍년 친구 역 - 풍년이 집을 나와 찾아간 집의 주인(45회)
- 이채민: 광태 산부인과 주치의 역
- 김준원: 오탱자의 빚쟁이 남편 역(4회, 36회~37회, 39회)
- 박은영: 오탱자의 빚쟁이 아내 역(4회, 36회~37회, 39회)
- 김이서: 뚜기의 유치원 선생님 역(50회)
- 미상: 배왕대 역 - 태명 배오뎅, 변호와 광남의 딸
- 미상: 한왕중 역 - 예슬과 광식의 딸
- 아기모델 이다윤: 허왕특 역 - 태명 허한방, 기진과 광태의 딸

### 특별 출연
- 이창욱: 한배슬(34세) 역 - 돌세의 첫째 아들, 예슬의 형, 광식의 시아주버님(2회, 6회, 11회~12회, 42회, 44회, 50회)
- 백승희: 배슬 처 역 - 배슬의 아내, 예슬의 형수(2회, 4회, 11회)
- 반효정: 봉자의 가사 도우미 역(4회)
- 샘 해밍턴: 본인 역 - 변호와 만나는 육아 전문가(27회)
- 윌리엄 해밍턴, 벤틀리 해밍턴: 본인 역 - 샘의 아들, 복뎅이와 인사를 나눔(27회)
- 조우종: 본인 역 - 예슬이 참가한 오디션 프로그램 진행자(43회, 44회)
- 김하균: 전식중 역 - 전광식/이광식 친부. 오맹자의 불륜으로 광식을 낳게 한 생물학적 아버지. 서울 변두리 지역에서 춘천식당이라는 삼계탕집을 하고 있다. 광식이 친부의 존재를 알게되고 일부러 찾아가 봤는데, 말투며 행동이 광식이와 똑같다. 여담으로, 각서에서 이름이 밝혀짐, 편승의 전장인, 예슬의 장인.(48회)
- 김보미: 민들레의 어머니 역(49회~50회)

### 언급 인물
- 서권순: 오맹자(향년 58세, 아역: 심태희) 역(†) - 광자매의 어머니, 철수의 아내, 이혼 소송 중. 차 바퀴에 구멍을 뚫는 자작극으로 인해 교통사고로 사망(목소리 출연, 13회)
- 미상: 상간남 역(†) - 고우정의 남편, 오맹자의 상간남, 교통사고로 사망, 부부사기단(목소리 출연, 13회)
- 황망태 역 - 천길과 만길의 아버지, 철수와 돌세의 동료, 마스크 공장 운영
- 홍금보 역 - 철수와 돌세의 동료, 코로나19 확진
- 나미련(향년 45세) 역(†) - 예슬과 배슬의 어머니, 한돌세 처, 광식의 시어머니, 철수의 사돈
- 오신통/변신통, 오방통/변방통 역 - 탱자의 첫째 아들과 둘째 아들, 방기의 형, 뚜기의 오빠, 공채의 의붓아들들
- 이광식(향년 2세) 역(†) - 철수의 유일한 친자식이자 철수와 맹자의 아들, 광식의 동생, 2살때 화재로 사망
- 미상: 홍반장 역 - 홍광남/이광남의 친부. 오맹자의 불륜으로 광남을 낳게 한 생물학적 아버지, 변호의 장인.(뒷모습 출연, 49회, 50회)

## 시청률
최저 시청률과 최고 시청률은 시청률 조사회사와 지역별로 시청률에 차이가 있을 수 있습니다.
| 2021년      | 2021년      | 2021년         | 2021년         | 2021년       |
| 회차        | 방송일      | TNmS 시청률    | AGB 시청률     | AGB 시청률   |
| 회차        | 방송일      | 대한민국(전국) | 대한민국(전국) | 서울(수도권) |
| ----------- | ----------- | -------------- | -------------- | ------------ |
| 제01회      | 3월 6일     | 17.7%          | 20.3%          | 19.8%        |
| 제01회      | 3월 6일     | 20.6%          | 23.5%          | 22.0%        |
| 제02회      | 3월 7일     | 21.9%          | 23.4%          | 22.8%        |
| 제02회      | 3월 7일     | 23.7%          | 26.0%          | 25.1%        |
| 제03회      | 3월 13일    | 18.9%          | 21.1%          | 20.3%        |
| 제03회      | 3월 13일    | 22.0%          | 25.0%          | 21.7%        |
| 제04회      | 3월 14일    | 21.5%          | 24.4%          | 22.4%        |
| 제04회      | 3월 14일    | 23.8%          | 27.2%          | 25.5%        |
| 제05회      | 3월 20일    | 19.0%          | 22.2%          | 20.6%        |
| 제05회      | 3월 20일    | 22.0%          | 26.7%          | 25.4%        |
| 제06회      | 3월 21일    | 21.2%          | 24.5%          | 23.2%        |
| 제06회      | 3월 21일    | 23.4%          | 26.9%          | 25.7%        |
| 제07회      | 3월 27일    | -              | 21.6%          | 20.1%        |
| 제07회      | 3월 27일    | -              | 25.1%          | 23.6%        |
| 제08회      | 3월 28일    | 22.4%          | 25.4%          | 23.6%        |
| 제08회      | 3월 28일    | 24.7%          | 26.8%          | 24.7%        |
| 제09회      | 4월 10일    | 18.4%          | 20.0%          | 18.1%        |
| 제09회      | 4월 10일    | 22.4%          | 25.2%          | 23.2%        |
| 제10회      | 4월 11일    | 22.1%          | 23.6%          | 21.1%        |
| 제10회      | 4월 11일    | 24.7%          | 26.3%          | 24.0%        |
| 제11회      | 4월 17일    | 19.2%          | 21.2%          | 19.3%        |
| 제11회      | 4월 17일    | 22.6%          | 25.4%          | 23.4%        |
| 제12회      | 4월 18일    | 21.4%          | 24.2%          | 22.6%        |
| 제12회      | 4월 18일    | 24.9%          | 27.7%          | 26.1%        |
| 제13회      | 4월 24일    | 19.3%          | 22.8%          | 21.5%        |
| 제13회      | 4월 24일    | 23.0%          | 26.7%          | 24.9%        |
| 제14회      | 4월 25일    | 22.2%          | 24.7%          | 24.0%        |
| 제14회      | 4월 25일    | 24.7%          | 28.1%          | 27.4%        |
| 제15회      | 4월 31일    | 18.1%          | 20.2%          | 19.4%        |
| 제15회      | 4월 31일    | 22.7%          | 25.9%          | 24.5%        |
| 제16회      | 4월 32일    | 22.0%          | 26.2%          | 24.4%        |
| 제16회      | 4월 32일    | 25.7%          | 30.2%          | 28.3%        |
| 제17회      | 5월 8일     | -              | 24.6%          | 22.9%        |
| 제17회      | 5월 8일     | -              | 29.1%          | 27.6%        |
| 제18회      | 5월 9일     | 25.1%          | 28.9%          | 27.3%        |
| 제18회      | 5월 9일     | 27.4%          | 31.8%          | 30.7%        |
| 제19회      | 5월 15일    | 20.3%          | 23.2%          | 22.2%        |
| 제19회      | 5월 15일    | 25.1%          | 27.7%          | 26.4%        |
| 제20회      | 5월 16일    | 25.0%          | 27.6%          | 25.9%        |
| 제20회      | 5월 16일    | 28.6%          | 30.9%          | 29.1%        |
| 제21회      | 5월 22일    | 20.8%          | 25.0%          | 24.5%        |
| 제21회      | 5월 22일    | 25.1%          | 28.8%          | 28.0%        |
| 제22회      | 5월 23일    | 24.5%          | 27.5%          | 26.4%        |
| 제22회      | 5월 23일    | 28.4%          | 30.5%          | 29.0%        |
| 제23회      | 5월 29일    | -              | 21.5%          | 20.5%        |
| 제23회      | 5월 29일    | -              | 26.7%          | 25.7%        |
| 제24회      | 5월 30일    | 22.1%          | 26.5%          | 24.7%        |
| 제24회      | 5월 30일    | 26.6%          | 30.4%          | 28.7%        |
| 제25회      | 6월 5일     | 19.3%          | 23.2%          | 21.3%        |
| 제25회      | 6월 5일     | 25.2%          | 28.9%          | 26.6%        |
| 제26회      | 6월 6일     | 24.9%          | 28.4%          | 27.1%        |
| 제26회      | 6월 6일     | 28.1%          | 31.5%          | 30.3%        |
| 제27회      | 6월 12일    | -              | 23.4%          | 21.9%        |
| 제27회      | 6월 12일    | -              | 28.6%          | 26.8%        |
| 제28회      | 6월 13일    | 22.7%          | 29.0%          | 27.6%        |
| 제28회      | 6월 13일    | 25.5%          | 31.5%          | 29.3%        |
| 제29회      | 6월 19일    | -              | 24.2%          | 22.7%        |
| 제29회      | 6월 19일    | -              | 29.5%          | 27.6%        |
| 제30회      | 6월 20일    | 24.5%          | 29.6%          | 28.3%        |
| 제30회      | 6월 20일    | 27.2%          | 32.5%          | 30.7%        |
| 제31회      | 6월 26일    | -              | 27.9%          | 26.9%        |
| 제32회      | 6월 27일    | 27.0%          | 31.9%          | 31.6%        |
| 제33회      | 7월 10일    | -              | 27.0%          | 25.9%        |
| 제34회      | 7월 11일    | 26.7%          | 30.3%          | 29.1%        |
| 제35회      | 7월 17일    | -              | 27.5%          | 26.0%        |
| 제36회      | 7월 18일    | 26.9%          | 30.1%          | 28.6%        |
| 제37회      | 7월 24일    | 14.7%          | 20.0%          | 19.4%        |
| 제38회      | 7월 25일    | 19.6%          | 24.3%          | 23.7%        |
| 제39회      | 7월 31일    | 24.3%          | 30.4%          | 29.6%        |
| 제40회      | 8월 1일     | 23.6%          | 28.2%          | 27.2%        |
| 제41회      | 8월 7일     | 26.6%          | 30.1%          | 28.4%        |
| 제42회      | 8월 8일     | 26.0%          | 29.8%          | 28.8%        |
| 제43회      | 8월 14일    | 26.5%          | 31.0%          | 29.9%        |
| 제44회      | 8월 15일    | 23.6%          | 28.9%          | 28.1%        |
| 제45회      | 8월 21일    | 27.6%          | 32.5%          | 31.6%        |
| 제46회      | 8월 22일    | 25.2%          | 28.6%          | 27.2%        |
| 제47회      | 8월 28일    | 27.0%          | 31.4%          | 29.8%        |
| 제48회      | 8월 29일    | 24.5%          | 29.1%          | 27.4%        |
| 제49회      | 9월 4일     | 28.2%          | 32.6%          | 31.1%        |
| 제50회      | 9월 5일     | 24.9%          | 28.9%          | 27.9%        |
| 평균 시청률 | 평균 시청률 | -              | 26.88%         | 25.46%       |

## 결방 사유 및 편성 변경
- 2021년 4월 3일: 《오케이 광자매 스페셜 1회》 편성으로 인한 결방.[2]
- 2021년 4월 4일: 《오케이 광자매 스페셜 2회》 편성으로 인한 결방.
- 2021년 7월 24일: 《2020 도쿄올림픽 - 펜싱 여 에페, 남 사브르 개인 동메달전》 중계방송으로 인한 결방.
- 2021년 7월 25일: 《2020 도쿄올림픽 - 축구 남 B조 대한민국 VS 루마니아》 중계방송으로 인해 밤 10시로 편성 변경.(37회)
- 2021년 7월 31일: 《2020 도쿄올림픽 - 축구 남 8강전 대한민국 VS 멕시코》와 《야구 대한민국 VS 미국》 중계방송으로 인한 결방.
- 2021년 8월 1일: 《2020 도쿄 올림픽 - 야구 대한민국 VS 도미니카 공화국》 중계방송으로 인한 결방.
- 《오케이 광자매》는 전작 KBS 2TV 주말 드라마 《오! 삼광빌라!》에 이어 연장없이 2021년 9월 18일 토요일에 50부작으로 종영되었다.

## OST
- Part.1: 이날치 - 광자매 납신다(2021. 3. 28. 발매)
- Part.2: 이날치 - 의심(2021. 4. 24. 발매)
- Part.3: 버나드 박 - 프로포즈(2021. 5. 2. 발매)
- Part.4: 채운 - 마음이 스르륵(2021. 5. 9. 발매)
- Part.5: 츄 - 좋아서 좋아해(2021. 6. 12. 발매)
- Part.6: 이창민 - 이별소리(2021. 6. 19. 발매)
- Part.7: 영탁 - 오케이 / 한림 - 너에게 갈게(2021. 7. 11. 발매)
- Part.8: 진성 - 오키도키야(2021. 7. 31. 발매)
- Part.9: 김경남 - 오키도키야(Rock Ver., 2021. 8. 22. 발매)

## 수상 및 후보
| 연도 | 시상식             | 부문                        | 수상자 | 결과 |
| ---- | ------------------ | --------------------------- | ------ | ---- |
| 2021 | 서울 드라마 어워즈 | 한류 드라마 OST상           | 영탁   | 수상 |
| 2021 | KBS 연기대상       | 남자 최우수상               | 윤주상 | 후보 |
| 2021 | KBS 연기대상       | 여자 최우수상               | 홍은희 | 후보 |
| 2021 | KBS 연기대상       | 장편드라마 부문 남자 우수상 | 윤주상 | 수상 |
| 2021 | KBS 연기대상       | 장편드라마 부문 남자 우수상 | 김경남 | 후보 |
| 2021 | KBS 연기대상       | 장편드라마 부문 여자 우수상 | 홍은희 | 수상 |
| 2021 | KBS 연기대상       | 장편드라마 부문 여자 우수상 | 전혜빈 | 후보 |
| 2021 | KBS 연기대상       | 남자 조연상                 | 최대철 | 수상 |
| 2021 | KBS 연기대상       | 여자 조연상                 | 이보희 | 후보 |
| 2021 | KBS 연기대상       | 여자 청소년연기상           | 홍제이 | 후보 |
| 2021 | KBS 연기대상       | 남자 인기상                 | 김경남 | 후보 |
| 2021 | KBS 연기대상       | 여자 인기상                 | 고원희 | 후보 |

## 참고 사항
- "즐거운 남의 집"에서 "오케이 광자매"로 제목 이름이 최종 확정 변경되었다.
- 국내 제작 드라마 최초로 코로나19 시국을 반영하였으며, 등장인물들이 야외에서는 마스크를 쓰고 등장한다.[3] 단, 대화할 때는 마스크를 벗은 채로 대화한다.
- 이철수 역에는 박인환, 이광남 역에는 이태란이 물망에 올랐으나 각각 윤주상, 홍은희가 맡는 것으로 결정되었다.
- 문영남 작가는 2014년 《왕가네 식구들》 이후 7년 만에 KBS 2TV 주말 드라마를 집필하며, 《애정의 조건》, 《소문난 칠공주》, 《수상한 삼형제》, 《왕가네 식구들》에 이어 5번째로 KBS 2TV 주말 드라마를 집필한다.
- 문영남 작가의 전작 KBS 2TV 수목 드라마 《왜그래 풍상씨》에 출연하였던 전혜빈, 이보희, 최대철, 이상숙, 이명호, 천이슬이 해당 작품에 다시 출연한다. 최대철, 이상숙은 전작에 이어 또 모자(母子) 관계로 재회하였다.
- 문영남 작가와 오랜 인연을 가졌던 배우들이 대거 캐스팅되었다. 이보희는 KBS 2TV 주말 드라마 《애정의 조건》, KBS 2TV 주말 드라마 《수상한 삼형제》, KBS 2TV 주말 드라마 《왕가네 식구들》, SBS 주말 드라마 《우리 갑순이》, KBS 2TV 수목 드라마 《왜그래 풍상씨》에 이어 여섯 번째, 이병준은 KBS 2TV 주말 드라마 《왕가네 식구들》, SBS 주말 드라마 《우리 갑순이》에 이어 세 번째, 김혜선은 KBS 2TV 주말 드라마 《애정의 조건》, KBS 2TV 주말 드라마 《소문난 칠공주》, SBS 주말 특별 기획 드라마 《조강지처 클럽》, SBS 주말 드라마 《우리 갑순이》에 이어 다섯 번째로 문영남 작가의 작품에 출연한다.
- KBS 2TV TV소설 《별이 되어 빛나리》에 출연하였던 배우들이 대거 캐스팅되었다. 그 배우들은 윤주상, 고원희, 송영재, 김나윤, 서윤아, 황금희로, 이들은 5년 만에 재회한다.
- 김혜선은 SBS 아침연속극 《수상한 장모》 이후 약 1년 반 만에 복귀하였다.
- 최대철이 《왕가네 식구들》, 《같이 살래요》에 이어 세 번째로 출연하는 KBS 2TV 주말 드라마이다.
- 윤주상, 최대철은 2021년 2월 17일부터 2021년 4월 8일까지 방영된 동일한 방송사의 수목 드라마 《안녕? 나야!》에서도 동반 출연하였다.
- 고원희, 김경남은 KBS 2TV 금토 드라마 《최강 배달꾼》 이후 4년 만에 재회하였다.
- 고원희, 하재숙은 KBS 2TV 월화 드라마 《퍼퓸》 이후 2년 만에 재회하였다.
- 김경남, 홍제이, 고건한은 MBC 월화 드라마 《특별근로감독관 조장풍》 이후 약 2년 만에 재회하였다.
- 설정환, 하재숙은 KBS 2TV 드라마 스페셜 《그곳에 두고 온 라일락》 이후 4개월 만에 재회하였다.
- 설정환, 김혜선은 MBC 아침 드라마 《훈장 오순남》 이후 약 3년 반 만에 재회하였다.
- 이상숙, 송영재는 MBC 일일 드라마 《나쁜 사랑》 이후 10개월 만에 재회하였다.
- 정승호, 이미영은 KBS 2TV 저녁일일드라마 《미스 몬테크리스토》 이후 다시 한 번 호흡을 맞추는 작품이 되었다.
- 홍은희의 메이크업 스태프가 코로나19 확진 판정을 받아, 홍은희가 밀접 접촉자로 분류되어 2주간 자가격리를 해야 하는 상황이 발생하여 촬영이 중단되었다.[4] 이에 4월 17일 및 4월 18일 방송분은 결방되었으며 10회까지의 내용을 담은 스페셜 방송이 대체 편성되었다.
- 2021년 7월 1일 자로 지상파·종편의 중간광고 허용에 따라 오케이 광자매도 31회부터는 1부, 2부 분할없이 통합 방송된다.

## 같이 보기
- 대한민국의 텔레비전 드라마 목록 (ㅇ)
- 2021년 대한민국의 텔레비전 드라마 목록